# Li Yiqing
Li Yiqing (26 de junio de 1982) es una deportista china que compitió en judo. Ganó dos medallas en el Campeonato Asiático de Judo de 2009: oro en la categoría abierta y plata en +78 kg.

## Palmarés internacional
| Campeonato Asiático | Campeonato Asiático | Campeonato Asiático | Campeonato Asiático |
| Año                 | Lugar               | Medalla             | Categoría           |
| ------------------- | ------------------- | ------------------- | ------------------- |
| 2009                | Taipéi (Taiwán)     | Medalla de oro      | Abierta             |
| 2009                | Taipéi (Taiwán)     | Medalla de plata    | +78 kg              |